# Departamento Chapaleufú
Chapaleufú es un departamento de la provincia de La Pampa en Argentina. Su cabecera es la localidad de Intendente Alvear.

## Gobiernos locales
Su territorio se divide entre:
- Municipio de Coronel Hilario Lagos
- Municipio de Bernardo Larroudé
- Municipio de Intendente Alvear
- Municipio de Ceballos
- Municipio de Vértiz (parte de su zona rural se extiende por los departamentos Maracó, Realicó y Trenel)
- Comisión de fomento de Sarah
- Zona rural del municipio de General Pico (el resto se extiende en el departamento Maracó)

## Toponimia
Perón, lo traduce como río barroso o pantanoso, como Vúletin. Tello habla de pantano, atolladero, zona barrosa que deriva de "chapa" (o de "chapad") y "leuvú" o "leufú" que se traduce como arroyo o río.

## Demografía
El departamento contó con 12 334 habitantes (Indec, 2022), lo que representó un incremento del 6.1% frente a los 11 620 habitantes (Indec, 2010) del censo anterior.  